# Лазье, Роберт
Роберт Лазье (22 декабря 1938 — 18 апреля 2020) — американский автогонщик.

## Биография
Уроженец Миннеаполиса (штат Миннесота), он участвовал в гонках серии CART в 1981 г. и стал новичком года в CART. Он занял четвертое место в гонках Watkins Glen International и в Мексике. Лазье также участвовал в гонке «Индианаполис 500» в 1981 г., заняв 19-е место после того, как из-за перегоревшего двигателя он сошел с дистанции на автомобиле Penske PC-7 после 154 кругов. Он был женат на супруге Диане и являлся отцом победителя гонки «Индианаполис 500» 1996 года Бадди Лазье, а также гонщика Indy Racing League Жака Лазье и нынешнего гонщика Indy Lights Флинна Лазье.
В 1970-х годах Лазье участвовал в гонках «Формула 5000». В 2015 году Лазье выиграл благотворительную гонку Indy Legends Charity Pro-Am вместе со вторым пилотом Джимом Кодлом.
Лазье умер 18 апреля 2020 г. в Денвере, штат Колорадо, от COVID-19 во время пандемии COVID-19 в Колорадо. Ему был 81 год.

## Гоночный рекорд

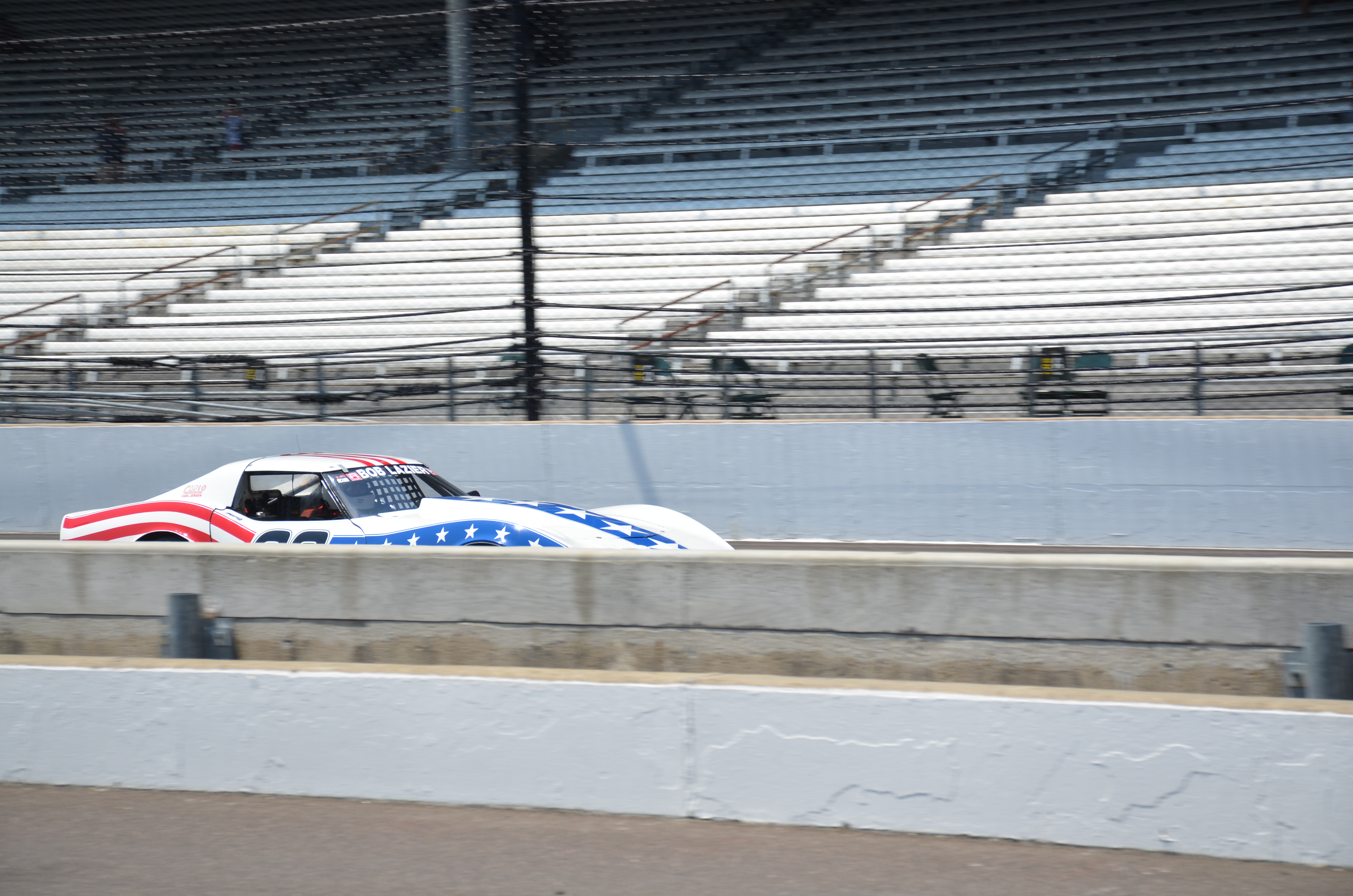
Боб Лазье на гонке Pro-Am SVRA Brickyard Vintage Invitational 2018

### Второй тур национального чемпионата SCCA
| Год      | Отслеживать    | Машина   | Двигатель   | Сорт         | Заканчивать | Начинать | Положение дел     |
| -------- | -------------- | -------- | ----------- | ------------ | ----------- | -------- | ----------------- |
| 1970 год | Дорога Атланта | Цинк     | Фольксваген | Формула Ви   | 8           | 10       | Бег               |
| 1970 год | Дорога Атланта | Титан    | Форд        | Формула Форд | 3           | 2        | Бег               |
| 1971 год | Дорога Атланта | Март 71Б | Форд        | Формула Б    | 1           | 9        | Бег               |
| 1971 год | Дорога Атланта | Цинк     | Фольксваген | Формула Ви   | 3           | 3        | Бег               |
| 1972 год | Дорога Атланта | Цинк     | Фольксваген | Формула Ви   | 2           | 1        | Бег               |
| 1973 год | Дорога Атланта | Цинк     | Фольксваген | Формула Ви   | 3           | 9        | Бег               |
| 1976 год | Дорога Атланта | Цинк     | Фольксваген | Формула Ви   | 19          | 6        | Ушедший на пенсию |
| 1979 год | Дорога Атланта | Цинк     | Фольксваген | Формула Ви   | 12          | 23       | Бег               |

### Формула Супер Ви
| Год     | Команда | Шасси    | Двигатель          | 1     | 2     | 3     | 4     | 5      | 6     | 7      | 8     | 9     | 10    | Место | Очки |
| ------- | ------- | -------- | ------------------ | ----- | ----- | ----- | ----- | ------ | ----- | ------ | ----- | ----- | ----- | ----- | ---- |
| 1977    |         | Лола 324 | Фольксваген Брэбэм | СЭР 1 | НЛГ 1 | РГ1 1 | РОА 1 | ХАЛ 15 | МДО 1 | БРН 17 | СМТ 1 | РГ2 3 | МОС 1 | 1-й   | 132  |
| Source: |         |          |                    |       |       |       |       |        |       |        |       |       |       |       |      |

| Год  | Команда | 1   | 2   | 3     | 4     | 5    | 6   | Место | Очки |
| ---- | ------- | --- | --- | ----- | ----- | ---- | --- | ----- | ---- |
| 1977 |         | ТРЕ | МИЛ | МОС   | ПИР 7 |      |     | 19    | 60   |
| 1980 |         | МИЛ | POC | МДО 2 | МИН1  | МИН2 | ОНТ | 13    | 160  |

| Год  | Команда        | Шасси       | Двигатель                  | 1      | 2      | 3       | 4      | 5        | 6     | 7         | 8       | 9     | 10    | 11      | Место | Очки | Ссылка |
| ---- | -------------- | ----------- | -------------------------- | ------ | ------ | ------- | ------ | -------- | ----- | --------- | ------- | ----- | ----- | ------- | ----- | ---- | ------ |
| 1981 | Флетчер Расинг | Пенске ПК-7 | Ford Cosworth DFX V8 (т/с) | ПХХ 12 | МИЛ 13 | АТЛ1 17 | АТЛ2 9 | МИС Сход | РИВ 5 |           | МИС2 13 | ВГЛ 4 |       |         | 9-е   | 92   | [ 9 ]  |
| 1981 | Флетчер Расинг | March 81С   | Ford Cosworth DFX V8 (т/с) |        |        |         |        |          |       | МИЛ2 Сход |         |       | МЕК 4 | ФИН2 13 | 9-е   | 92   | [ 9 ]  |

#### Индианаполис 500
| Год  | Шасси       | Двигатель             | Старт | Финиш | Команда         |
| ---- | ----------- | --------------------- | ----- | ----- | --------------- |
| 1981 | Penske PC-7 | Cosworth DFX V8 (т/с) | 13    | 19    | Флетчер Расинг  |
| 1982 | March 82С   | Cosworth DFX V8 (т/с) | DNQ   | DNQ   | Вайсард Рейсинг |